# لاودردیل (میسیسیپی)
لاودردیل (به انگلیسی: Lauderdale) مکانی در ایالت میسیسیپی کشور ایالات متحده آمریکا است که جمعیت آن در سرشماری سال ۲۰۱۰ میلادی، ۴۴۲
نفر بوده‌است.